# Пиш
Пиш (пољ. Pisz) град је у Пољској у Војводству варминско-мазурском. По подацима из 2012. године број становника у месту је био 19 547.

## Становништво
| 2012.  |
| ------ |
| 19 547 |